# エクスプローラー10号
エクスプローラー10号（Explorer 10, P-14）はアメリカ合衆国の人工衛星。地球の磁気圏、および月地球間の空間を通過することにより、その空間の磁場とプラズマを観測することが目的で、1961年3月25日に打ち上げられ、衛星は非常に歪んだ楕円軌道に投入された。
電力はバッテリー式、姿勢制御はスピン安定（0.548s）、本体から伸びる形で2台のフラックスゲート磁力計と1台のルビジウム蒸気磁力計を搭載していた。バッテリーの関係上、活動時間が限られていたので、実際に有効なデータが送信されたのは最初の52時間だけであった。

## 参考文献

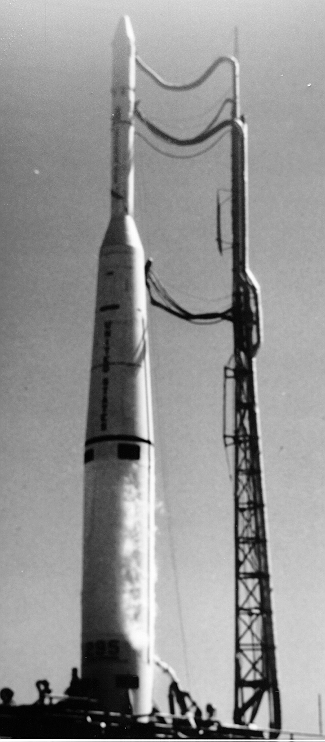
P-14の打ち上げ

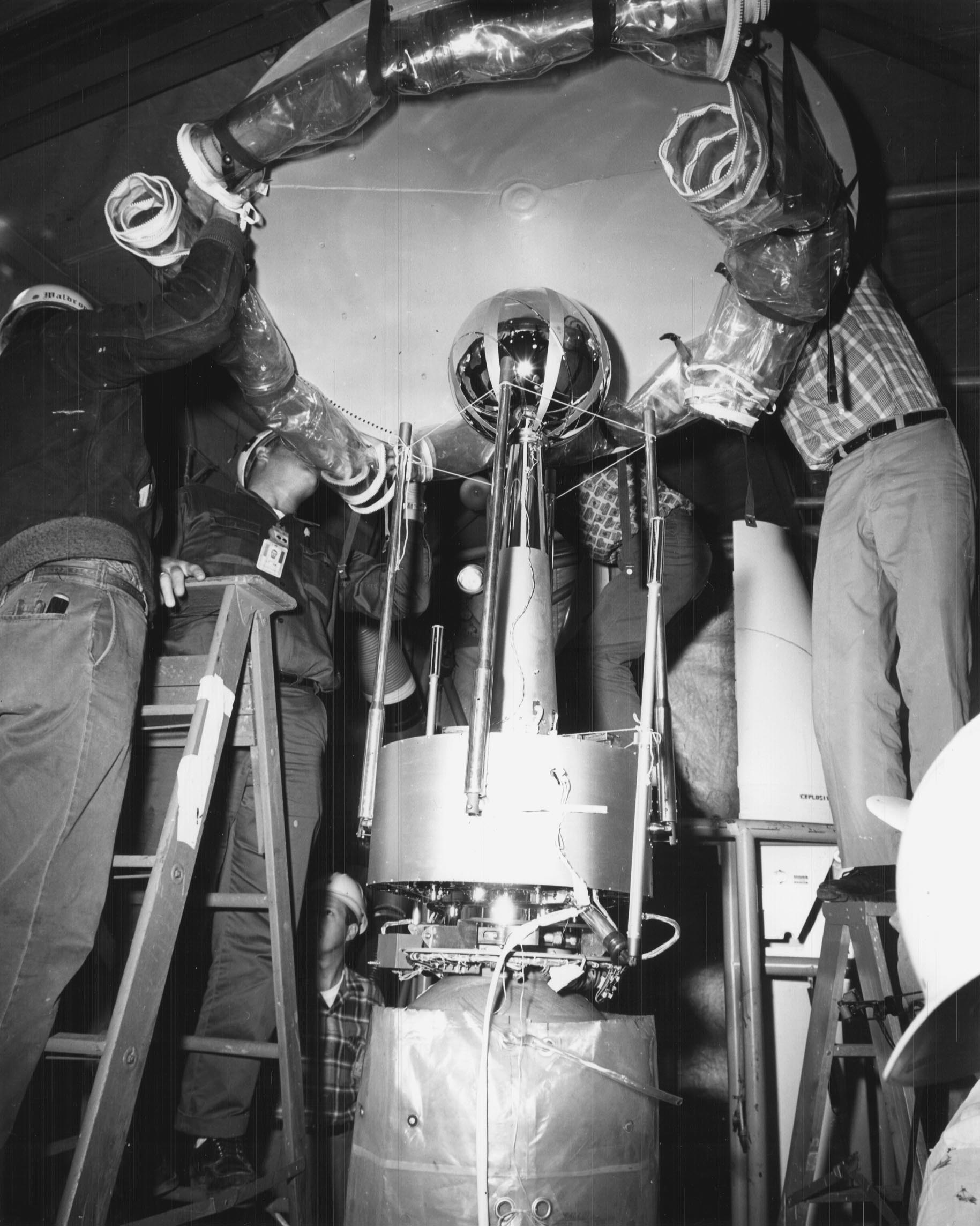
ロケットの先端部に取り付けられたP-14